# 1 − 2 + 4 − 8 + …
在數學中，1 − 2 + 4 − 8 + …是一個无穷级数，它的每一项都是2的幂而加減號則是交錯地排列。作为几何级数, 它以 1 为首项，-2为公比。
{\displaystyle \sum _{k=0}^{n}(-2)^{k}}
作为实数级数，它发散到无穷，所以在一般意义下它的和不存在。在更广泛的意义下，这一级数有一個廣義的和為⅓。

## 歷史上的爭論
戈特弗里德·莱布尼茨於1673年已經細想過1 − 2 + 4 − 8 + …這個交替的发散级数。他認為經過從右邊或左邊相減，分別可以得到正無限及負無限，所以兩個答案都是錯的，而整個級數必為有限：
"如果两个结论里没有一个是可被接受的，或者说因为无法判断哪个结论可被接受，自然一般会选择处在两个结论中间的结论，所以这个级数和是一个有限数。"
莱布尼兹并不是非常肯定这个级数有和，但是他根据墨卡托方法推测它和⅓有关系。在十八世纪，“一个数项级数的和可能等于一个并不是其逐项叠加的结果的有限数”是一个十分普通的观点，尽管现代数学观点同当时的观点并没有任何分别。
当克里斯提安·沃尔夫在1712年阅读了莱布尼兹对格兰迪级数的解法后， 他对此解法非常满意，并设法通过这种方法去寻求更多解决发散级数问题的数学方法（如 1 − 2 + 4 − 8 + 16 − …）。简明地说,如果某人以倒数第二项的函数来表示级数的部分和的话，他得到的结果会是{\displaystyle {\tfrac {4m+1}{3}}}或者{\displaystyle {\tfrac {-4n+1}{3}}} 。 这些值的平均值是{\displaystyle {\tfrac {2m-2n+1}{3}}}，然后假设m = n ，讨论到无限后就得到了级数和是 ⅓ 。莱布尼兹的直觉在这时让他避免了在沃尔夫的解法上费力气。他给沃尔夫回信，说他的解法有点意思，但是因几个原因而无效。 相邻的两个部分和并不收敛到任何一个特定值上，同时在任何有限条件下都有n = 2m，而不是n = m。总之，可求和级数的项最终都应收敛到零；即使 1 − 1 + 1 − 1 + … 也可以被表示成这种级数的极限。莱布尼兹劝沃尔夫再好好考虑一下，认为他说不定“可以搞出一些于他于科学都有价值的东西。”

## 现代方法

### 等比数列
任何具有规律性、线性和稳定性的求和方法都能对等比数列（几何级数）求和
{\displaystyle \sum _{k=0}^{n}ar^{k}={\frac {a}{1-r}}}.
在这种情况下 a = 1  且 r = −2，所以级数和是 ⅓。

### 欧拉求和
在他1755年的《Institutiones》上，莱昂哈德·欧拉采用了现在被称为欧拉变换的方式处理1 − 2 + 4 − 8 + …，得到了收敛级数½ − ¼ + ⅛ − 1/16 + …。因为後者的和为⅓，欧拉得出结论，认为1 − 2 + 4 − 8 + … = ⅓。他对於无穷级数的看法不太遵循现代方法。如今，我们称1 − 2 + 4 − 8 + …是欧拉可求和，其欧拉和是⅓。
欧拉变换以正项序列开始：
a0 = 1,
a1 = 2,
a2 = 4,
a3 = 8, ….
而前向差分序列是
Δa0 = a1 − a0 = 2 − 1 = 1,
Δa1 = a2 − a1 = 4 − 2 = 2,
Δa2 = a3 − a2 = 8 − 4 = 4,
Δa3 = a4 − a3 = 16 − 8 = 8, …,

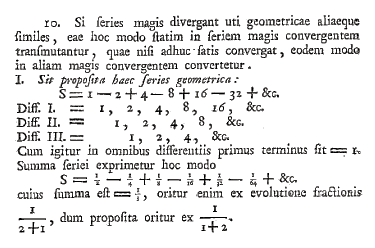
《Institutiones》节选

这一序列与上一序列正好相同。因此对於每一n，迭代前向差分序列均以Δna0 = 1开始。级数的欧拉变换如下：
{\displaystyle {\frac {a_{0}}{2}}-{\frac {\Delta a_{0}}{4}}+{\frac {\Delta ^{2}a_{0}}{8}}-{\frac {\Delta ^{3}a_{0}}{16}}+\cdots ={\frac {1}{2}}-{\frac {1}{4}}+{\frac {1}{8}}-{\frac {1}{16}}+\cdots .}
上述级数是一收敛等比级数，按常规求和公式得出其和为⅓。

### 博雷尔和
1 − 2 + 4 − 8 + … 的博雷尔和也是 ⅓；博雷尔于1896年介绍了博雷尔和极限的公式，这是他在关于1 − 1 + 1 − 1 + …后的首个实例之一。